# Борисовы камни
Двинские или Бори́совы камни (бел. Барысавы камяні) — огромные (до нескольких метров) валуны с выбитыми на них крестами и надписями, находящиеся (находившиеся) преимущественно в бассейне Западной Двины, на севере современной Белоруссии. Надпись на Рогволодовом камне, датированная 1171 годом, позволяет довольно уверенно определить её заказчика как друцкого князя Рогволода Борисовича. Камни, надписи на которых содержат текст «Господи, помоги рабу своему Борису», большинство учёных соотносит с именем отца Рогволода — полоцкого князя Бориса Всеславича. Атрибуция других камней этой группы является более спорной.

## История открытия и изучения
Первым, кто обратил внимание на один из Борисовых камней, был Матей Стрыйковский, который жил в Витебске во второй половине XVI века. В своей «Хронике польской…» он пишет: «Явное свидетельство (благочестия Бориса, князя полоцкого) найдёт всякий и ныне: это — возвышающийся из Двины камень, в одной миле от ныняшняго, основанного на нашей памяти, города Дисны и в семи милях от Полоцка, между Дриссою и Дисною, если плыть вниз, в Ригу; на этом камне есть крест, иссечённый на русский образец, под ним надпись этого князя Бориса, русскими письменами: „Вспоможи, Господи, раба своего Борисса сына Гинвиловего“». Без сомнения, Стрыйковский видел сам камень, но, не владея русским языком, прочитать надпись не сумел и привёл её со слов одного купца из Дисны (пол. «со mnie ukazowal jeden kupiec z Dzisny»).
Надпись на камне (пол. «Wspomozy Hospody raba swojeho Boryssa syna Ginwilowego») передана польским историком неверно: слова в ней переставлены, падежи изменены, а кроме того, сделана не существующая в оригинале добавка «сына Гинвиловего» (пол. «syna Ginwilowego»). По мнению других исследователей (Тышкевич, Плятер), добавление этих слов связано с тем, что польский историк хотел указать читателям его «Хроники…», что Борис был сыном полоцкого князя Гинвила, литовского происхождения. Это добавление о «сыне Гинвиловом» в течение нескольких столетий повторялось без проверки и критики многими польско-литовскими историками, в том числе Стебельским, Кояловичем, Свенцицким и другими.
Следующее упоминание о Борисовых камнях содержится в материалах академика И. И. Лепёхина о проведённой им в 1773—1774 годах экспедиции по Белоруссии. В одном из донесений, отправленном из Риги 28 августа 1773 года, есть следующее сообщение: «В 9 милях от Полоцка при деревне Болотки посреди самой Двины находятся два великие камня, на которых иссечён крест и русскими буквами надпись, изъявляющая ту достопамятность, что половцы святое крещение восприяли от россиян через Гиндивила князя полоцкого, который поял в супружество княжну Марию, дщерь великого князя Бориса Тверского». По мнению современных исследователей, Лепёхин не только не читал надписи на камне, но даже и не видел самих камней, так как путешествие из Полоцка в Ригу совершил не по Двине, а по грунтовым дорогам, поэтому и текст надписи на них воспроизвёл с чужих слов в совершенно произвольном виде.
Следующим по времени открытием был Рогволодов камень с надписью:«В лето 6679 месяца мая в 7 день доспен крест сей. Господи помози рабу своему Василию в крещении именем Рогволоду сыну Борисову». Первое упоминание о нём содержится в книге Тимофея Мальгина «Зерцало российских государей», изданной в 1774 году. Текст надписи на камне Мальгин привёл в совершенно искажённом виде: приняв окончание слова «Рогволод» за первые два слога слова «Володимер», Мальгин посчитал, что камень является надгробием князя Василия Святославича, гипотетического внука Владимира Мономаха. После этого о Борисовых камнях забыли почти на четверть века.
Благодаря усилиям известного петербургского мецената и коллекционера графа Н. П. Румянцева и генерала Е. Ф. Канкрина в 1818 году были обнаружены и исследованы пять исторических двинских камней: Борисов камень в Полоцке, два Борисовых камня в Дисне, «Сулиборь хрьстъ» и «Святополк-Александр», причем последний в том же году был взорван в целях расчистки русла реки для облегчения судоходства.
В 1867 году К. П. Тышкевич опубликовал сообщение о Вилейском камне («Воротишин крест»), однако ничего не упомянув о характере надписей на нём . В 1886 году сообщение о Борисовом камне в селе Высокий Городец было сделано Е. Р. Романовым.
Наконец, в 1896 году А. П. Сапунов опубликовал сведения о последнем Борисовом камне, обнаруженном им в Друе, а также данные об исследовании им Вилейского камня и о прочтении надписи на нём. Изданная этим историком в 1890 году монография «Двинские или Борисовы камни», собравшая в себя сведения о всех известных на тот момент Борисовых камнях, а также содержащая ряд качественных изображений этих камней, многие из которых впоследствии были утрачены, по сей день служит отправной точкой для исследователей, занимающихся этим вопросом.
В 1960-х годах изучением материалов, связанных с Борисовыми камнями, занимался известный историк Б. А. Рыбаков, сделав, в том числе, интересное предположение о том, что они являются священными камнями, надписи на которых высекались в голодные годы в надежде на получение помощи Божией в виде хорошего урожая хлеба.

## Борисовы камни
В строгом смысле слова к Борисовым камням относятся камни, находящиеся (находившиеся) на севере современной Белоруссии, с высеченными на них крестами и надписью «Господи, помоги рабу своему Борису». Вверху по сторонам креста на них также высечены буквы: «IС ХС НИКА», что означает «Иисус Христос побеждает». Кресты изображены стоящими на подножии, символизирующем Голгофу. Согласно устоявшейся версии, надписи сделаны по приказу полоцкого князя Бориса Всеславича. Всего таких камней известно шесть.

### Борисов камень в Полоцке
Полоцкий Борисов камень (также «1-й Борисов камень», «Борис», «Борис-Глеб», «Борис-Хлебник») первоначально находился примерно в 5 километрах от Полоцка, вниз по течению Западной Двины, ближе к левому берегу, напротив деревни Подкостельцы (вошла в состав современного Новополоцка). Ввиду того, что течение реки подмывало основание камня, он был опрокинут так, что вершина креста была наклонена к воде.
Первая попытка вытащить камень из реки состоялась в 1889 году и закончилась неудачей. Почти сто лет спустя, в 1981 году камень был всё же поднят из Двины и установлен в Полоцке напротив Софийского собора, где и находится до сих пор.
Камень представляет собой валун полевого шпата красноватого цвета неправильной формы и размером примерно 3 метра в поперечнике. На нём выбит четырёхконечный крест на ступенчатом подножии и традиционная для Борисовых камней надпись. Вследствие естественного выветривания полевого шпата поверхность камня зернистая и неровная, а надпись на нём читается с трудом.
Согласно сведениям А. М. Сементовского, одно из названий этого камня — «Борис-Хлебник» — было дано ему потому, что он был видим вполне, по-народному, «выходил из воды» — около дня празднования св. князей Бориса и Глеба, то есть 24 июля. Около этого же времени обыкновенно начинается и уборка хлеба, что и отмечено народом в поговорке: «На Глеба Бориса, до хлеба берися». По поводу названия камня «Борис-Глеб» А. П. Сапунов отдельно замечает, что «…букву „г“ Белоруссы произносят очень мягко почти как „х“ (вернее, как латинское „h“); следовательно, народ наш произносит „Борис-Хлеб“…».
- Вид камня в конце XIX века
- Вид камня в конце XIX века
- Попытка вытащить камень в 1889 году

### Борисов камень в Дисне (первый)
Первый из дисненских камней (также «2-й Борисов камень», «Писаник», «Борисоглебский», «Борис») находился примерно в 5 километрах от города Дисны, ниже по течению Западной Двины, напротив деревни Наковники. Камень представлял собой серый гранитный валун неправильной формы более 3 метров в поперечнике. На нём были высечены четырёхконечный крест с дополнительными декоративными элементами, установленный на подставку в виде широкой буквы «П», и обычная для Борисовых камней надпись.
С этого камня начиналось изучение Борисовых камней. По-видимому, о нём говорил Матей Стрыйковский в своей «Хронике польской…». Первый сохранившийся рисунок камней был снят именно с него в 1818 году, приложен к письмам Е. Ф. Канкрина и опубликован в «Учёных записках Императорской Академии наук».
Поскольку камень находился почти посредине реки и при спаде воды сильно мешал судоходству, то в 1818 году его пытались взорвать. Однако эта попытка закончилась неудачей. От верхней части валуна откололось несколько кусков, в том числе и верхняя часть креста, но в основе своей он уцелел. По этому поводу А. М. Сементовский с иронией замечает: «Народ, видящий во всём чудо, неудачу взрыва камня выразил словами: „Борис не поддался“». Воспользовавшись мелководьем 1858 года, М. Ф. Кусцинский отыскал отпавшие от валуна куски, и в том числе один из них, на котором уцелели буквы: «IС» и часть верхнего конца креста.
Дальнейшая судьба камня неизвестна. До наших дней он не сохранился.
- Самый ранний рисунок Борисова камня. 1818 год
- Обломок камня, найденный после взрыва
- Фотография 1896 года. На камне — проф. И. А. Шляпкин

### Борисов камень в Дисне (второй)
Второй дисненский камень (также «3-й Борисов камень») находился на два километра ниже по течению от первого, напротив деревни Болотки. Это был сероватый гранитный валун, размерами превосходящий другие Борисовы камни (более четырёх метров в поперечнике). На нём были вырезаны шестиконечный крест на полукруглом основании и всё та же надпись: «Господи, помоги рабу своему Борису». Исследователи отмечают, что внутри подножия креста было какое-то неясное изображение, по-видимому, — черепа, который часто изображается у подножий крестов. Надпись была выполнена тщательнее, чем на других камнях, и, за исключением нескольких повреждённых мест, читалась легко.
Дальнейшая судьба камня неизвестна. До наших дней он не сохранился.

### Борисов камень в Друе
Четвёртый Борисов камень был найден А. П. Сапуновым в середине 90-х годов XIX века в Друе. До этого момента он был практически неизвестен ввиду того, что большую часть года был полностью скрыт под водой. После открытия о нём забыли на долгое время. По-видимому, где-то в середине 30-х годов XX века он был стянут сильным ледоходом вниз по течению, расколот и занесён песком.
В 1982—1984 годах, после установки Полоцкого камня в центре Полоцка, проводились поиски Друйского камня под руководством археолога Людмилы Дучиц, но они не увенчались успехом. В 2002 году, в результате аномально жаркого лета, Западная Двина обмелела настолько, что валун выступил из воды. С помощью тяжёлой техники расколовшийся камень по частям извлекли из реки и установили на берегу, недалеко от его первоначального расположения. В 2011 году камень перенесли с берега Двины на центральную площадь Друи.
Камень представляет собой красноватый валун, на котором высечены шестиконечный крест с расширяющимися концами и надпись, аналогичная надписям на других Борисовых камнях.
- А. П. Сапунов
Борисов камень в Друе[13]
- На берегу Двины
- На берегу Двины

### Камень «Воротишин крест»
Камень «Воротишин крест» находится в селе Камено Вилейского района Минской области на берегу реки Вилии. Представляет собой самородную глыбу тёмного гранита конусообразной формы высотой около трёх метров. На камне высечены шестиконечный крест и надпись «Воротишинъ хрьстъ». Как и у Борисовых камней, вверху по сторонам креста присутствует надпись «IС ХС НИКА». На противоположной от креста стороне камня прослеживаются остатки традиционного для камней этой группы текста: «господи помоги рабу своему…».
К. П. Тышкевич сообщает об этом камне одну легенду, говорящую о том, что «…будто за много веков до нас, живший здесь крестьянин, в первый день Светлаго Христова Воскресенья, сохою запряжённою двумя быками пахал в этом месте своё поле. Господь, желая наказать его за нарушение торжественного праздника, обратил в этот камень крестьянина и быков, запряжённых в соху».
Этот камень — единственный из Двинских или Борисовых камней, сохранившийся на своём первоначальном месте.
- А. П. Сапунов
Воротишин камень[13]
- Рисунок XIX века
- Современный вид

### Борисов камень в селе Высокий Городец
В 1889 году этнограф и археолог Е. Р. Романов сообщил об открытии им ещё одного Борисова камня в селе Высокий Городец Сенненского уезда Могилёвской губернии (совр. Толочинского района Витебской области).
По сведениям Е. Р. Романова, камень находился к юго-востоку от села по дороге в деревню Петраши и представлял собой глыбу красного гранита практически квадратной формы, размером 4¼ × 4¼ аршина (примерно 3 × 3 метра) и высотой 1½ аршина (около 1 метра). На камне были высечены восьмиконечный крест и надпись, большая часть которой была неразборчива. Впрочем, в ней вполне угадывался обычный для Борисовых камней текст: «Господи, помоги рабу своему Борису». Исследователь отмечает, что камень был довольно точно ориентирован по сторонам света, вершиной креста — на восток, основанием креста — на запад. Северный край камня был сколот так, что надпись на нём не сохранилась.
Историк отмечал, что в данной местности камень называли «Кравец» («Портной»), и привёл услышанное о нём предание: «Давно, в незапамятные времена, камень обладал чудною силою шить платье. Стоило принести вечером сукно или другую ткань и сказать: „Степан, сшей мне жупан!“ — и наутро получалось готовое платье… Но одна женщина вздумала насмеяться над „Кравцом“: принесши сукно, она попросила камень сшить ей ни то, ни сё. Утром берёт платье, но оно испорчено: один рукав на надлежащем месте, а другой пришит к поле внизу… С той поры „Кравец“ перестал шить, хотя и до сего времени на камне заметны следы бывших когда-то ножниц».
В 1937 году камень был разбит неизвестными на несколько частей. В 1941 году Витебской областной научной экспедицией по охране памятников революции, истории и искусства камень был взят под охрану государства. Была запланирована реставрация камня с использованием вяжущего материала, которой помешала война.

## Другие камни
Помимо собственно Борисовых камней, примерно в этом же регионе существовали другие камни с высеченными крестами и надписями. Данные камни, с определёнными оговорками, различными авторами рассматриваются в контексте Двинских или Борисовых камней.

### Камень «Сулиборь хрьстъ»
Камень «Сулиборь хрьстъ» (также «4-й Двинской или Борисов камень») находился недалеко от второго дисненского камня, у левого берега Двины, у впадения в неё речки Повянушки. В 1879 году, по поручению графа А. С. Уварова, М. Ф. Кусцинский доставил его в Москву, в Археологический музей. Позднее он был передан Историческому музею. В 1920-х годах перевезён в музей-заповедник «Коломенское», где и находится до сих пор.
Представляет собой валун красноватого гранита неправильной формы, примерно полтора метра в поперечнике (самый меньший из всех Двинских камней). На камне высечены крест, отличающийся по форме от крестов на других Двинских камнях, и надпись слева от креста — «сули борь», справа — «хрь стъ».
По мнению И. А. Шляпкина, камень являлся межевым знаком XIII—XIV веков.
Смысл надписи на камне не ясен. А. С. Плятер, М. Ф. Кусцинский и некоторые другие историки XIX века читали её так: «Сильный, храбрый Борис свят». Современные историки обычно трактуют её следующим образом: «Сулиборов (принадлежащий Сулибору) крест». Любопытно, что музейная табличка рядом с валуном в музее-заповеднике «Коломенское» долгое время сообщала о том, что на камне написано: «Господи храни раба твоего Бориса», хотя любой желающий тут же мог убедиться в её ошибочности, взглянув на камень. Этот промах давал апологетам «Новой хронологии» лишний повод усомниться в «адекватности» современной исторической науки.

### Рогволодов камень
В 1792 году у деревни Дятлово в 18 километрах от Орши был открыт для научного изучения монументальный памятник древнерусской эпиграфики XII века — так называемый Рогволодов камень. На камне был высечен шестиконечный крест и надпись: «В лето 6679 месяца мая в 7 день доспен крест сей. Господи помози рабу своему Василию в крещении именем Рогволоду сыну Борисову».
Генерал Е. Ф. Канкрин, изучавший Рогволодов камень в октябре 1818 года, увлечённый предпринятыми исследованиями, «взял меры об отыскании и осмотре» других камней в северной Белоруссии. Через непродолжительное время он прислал графу Румянцеву письмо с описанием Борисовых (Двинских) камней, находящихся в бассейне Западной Двины. Отдельно в этой записке Канкрин отмечает, что так как один из камней сильно пострадал, после того как «надзиратель водных путей подпоручик Дебональ разорвал его порохом», то он предпринял меры о «пресечении подобного вандализма», связавшись с окружным начальником водных сообщений и двинским полицмейстером. Таким образом, открытие Рогволодова камня для широкой общественности послужило толчком к активному изучению других камней с древними надписями в данном регионе, их защите и сохранению для потомков.
В 1805 году над камнем была построена церковь во имя св. мучеников Бориса и Глеба. В 1930-х, на волне воинствующего атеизма, церковь была разобрана и перенесена в саму деревню, а камень взорван.

### Иосафатов камень
В конце XIX века в Витебске, напротив Успенского собора, примерно в 20 метрах от берега Двины находился обломок камня с глубоко высеченным на нём шестиконечным крестом. По свидетельству А. М. Сементовского, сохранившийся фрагмент имел наибольший размер 2 аршина 4 вершка (около 1½ метра). Других частей этого камня историк найти не смог. Расспросив местных жителей, исследователь узнал, что камень называют «Иосафатовым», но никаких преданий о времени и о причине изображения на нём креста сообщить ему никто не смог.
А. Г. Киркор высказал предположение о том, что камень может быть связан с трагической гибелью здесь известного униатского священника Иосафата (Кунцевича).

### Камень в Забежье
А. П. Сапунов в своей книге «Двинские или Борисовы камни» в числе прочего сообщает о том, что им найден ещё один камень («5-й Двинской или Борисов камень»), лежавший на средине реки Западной Двины в 5 верстах от Витебска и 2 верстах от Маркова монастыря недалеко от деревни Забежье. На камне глубоко вырезан (глубина более 5 сантиметров) шестиконечный крест, но без всяких надписей.
Других сведений об этом камне, по-видимому, нет. Дальнейшая судьба его неизвестна.

### Камень «Святополк-Александр»
В 1818 году на Западной Двине производилась взрывные работы с целью расчистки её русла от крупных камней для облегчения судоходства. Генерал Е. Ф. Канкрин, остановивший происходившее при этом уничтожение Борисовых камней, в своей переписке с графом Н. П. Румянцевым приводит выписку из «Дневных записок работам по Двине от г. Дисны до г. Динабурга, производимым смотрителем судоходства, подпоручиком Дебоналем». В том числе она содержит следующее интересное сообщение:
«Пятница, 25 октября. Сим числом работа производилась истреблением гряды по средине Двины около местечка Креславки, где вытянуто из оной 9 камней, каждый вокруг от 2½ до 3 с., вышиною от 1½ до 2 аршин; и между оной работы выбуравлен камень 16 с., вышиною в 1½ с.; в плоской фигуре, на котором выбит щит древних рыцарей, на коем солнце и славянскими литерами надпись: да не ɣбоітся дɣша моѧ врага моего ѧкоc твердою рɣкою десницы отросль Свѧтополка Александръ, — которому дано было шесть дыр, каждая шесть четвертей и расстрелян в мелкие дребезги, от коего только три куска отвалились по 1½ с.»

## Версии о назначении камней
Историки не прошли к единому мнению о предназначении Двинских камней. Наиболее часто указываются следующие причины создания надписей на них:
- Надписи на камнях высечены в память (в благодарность Богу) успешной доставки строительных материалов на стругах по Двине из Инфлянт. Автором этой версии является М. Стрыйковский[5]. Действительно, в начале XII века в Полоцке было развёрнуто масштабное строительство, и были построены: монастырь и церковь святых Бориса и Глеба, Спасо-Ефросиниевский монастырь и храм Святого Спаса на Полоте. Но, по мнению других историков, кирпич, известь и прочие материалы добывались и производились в самом Полоцке и его окрестностях, и не было никакой необходимости в столь дальней транспортировке их по Двине[37].
- Камни являлись пограничными знаками и обозначали границу Полоцкого княжества. Автором этой версии является К. П. Тышкевич[11]. Однако другие историки отмечают, что камни находились преимущественно в русле Западной Двины на протяжении практически всего её течения, но граница Полоцкого княжества никогда по руслу Двины на таком большом расстоянии не проходила[38]. В своих исследованиях А. Г. Киркор справедливо замечает: «При Борисе эти камни пограничного значения не могли иметь никакого, потому что они лежали внутри страны, а не на рубеже»[39].
- Камни были ранее священными камнями на капищах у язычников, а крест и надписи вытёсывались на них при христианизации населения. По-видимому, первым высказал эту мысль генерал Е. Ф. Канкрин в своей переписке с графом Н. П. Румянцевым по поводу недавно открытых Рогволодова камня и Двинских камней[40][41]. Действительно, практика «крещения» языческих священных камней путём нанесения на них христианских символов или использования их для строительства храмов — довольно распространённое явление. В качестве примеров в других регионах можно привести строительство часовни на Конь-камне, а также попытку использовать Синий камень для строительства церкви.
- Надписи на камни были нанесены в голодные годы в надежде на урожай. Автором этой версии является Б. А. Рыбаков. По его мнению, голодный 1127 год сподвиг полоцкого князя Бориса Всеславича «крестить» ряд камней в надежде на получение помощи Божией в виде хорошего урожая хлеба. История повторилась в 1171 году, когда после голодной зимы его сын, Рогволод Борисович, припомнив обряд, проведённый отцом, освятил ещё один камень[14]. Здесь следует заметить, что одно из распространённых названий у некоторых Борисовых камней — «Борис-хлебник».